# 有柄猪笼草
有柄猪笼草（学名：Nepenthes petiolata）是菲律宾棉兰老岛特有的热带食虫植物。其生长于海拔1450米至1900米处。其种加词“petiolata”来源于拉丁文“petiolate”，意为“具叶柄”。

## 自然杂交种
- ?N. alata × N. petiolata[3][4]
- ?N. petiolata × N. truncata[3][4]

有柄猪笼草本身可以起源于翼状猪笼草（N. alata）与宝特瓶猪笼草（N. truncata）的自然杂交种。其他疑似的杂交亲本包括汉密吉伊坦山猪笼草（N. hamiguitanensis）、胡瑞尔猪笼草（N. hurrelliana）和毛律山猪笼草（N. murudensis）。

## 扩展阅读
- 食虫植物照片搜寻引擎中 有柄猪笼草的照片 （页面存档备份，存于）

 维基共享资源上的相關多媒體資源：有柄猪笼草
 維基物種上的相關：有柄猪笼草